# Upton Cheyney
Upton Cheyney är en by i South Gloucestershire, Gloucestershire, England. Byn är belägen 11 km från Bristol. Orten har 505 invånare (2018).